# Papa Adrian al IV-lea
Papa Adrian al IV-lea (n.  ?, St Albans, Anglia, Regatul Unit – d. 1 septembrie 1159, Anagni, Lazio, Regatul Italiei) a fost singurul papă al Romei de naționalitate engleză. Numele lui burghez era: Nicholas Breakspear.
A primit toată pregătirea lui teologică în Franța, ajungând starețul mănăstirii Sf. Rufus lângă Avignon. În 1149 papa Eugen al III-lea l-a făcut episcop-cardinal de Albano. Din 1150 până în 1152/53 s-a aflat ca trimis papal în Scandinavia unde a înființat arhidieceza de Nidaros. Pe 4 decembrie 1154 a fost ales papă și cu o zi mai târziu a fost și întronat.
La Roma a încercat să restabilească liniștea și ordinea după ce Arnold de Brescia provocase mai multe conflicte. După ce și un cardinal fusese jefuit în oraș, papa a declarat interdictul asupra Romei. În sfârșit, Arnold de Brescia a ajuns în mâinile lui Frederic Barbarossa, care la rândul lui l-a predat papei. Arnold a fost condamnat ca eretic și ars pe rug.
Rivalitatea dintre puterea spirituală și cea temporală avea să ducă la un conflict cu împăratul Frederic. Pe 18 iunie 1155 papa Adrian l-a încoronat pe Frederic Barbarossa împărat al Sfântului Imperiu Roman. În 1156 a reușit să se împace cu regele Wilhelm I al Siciliei, astfel că a putut să se întoarcă la Roma de unde fugise. În schimb, împăcarea cu regele sicilian a dus la o ruptură definitivă cu împăratul Frederic fiindcă primirea Siciliei de către Wilhelm după regulile feudale a reprezentat clar o îngrădire inadmisibilă a suveranității imperiale.